# Grönryggig sydhake
Grönryggig sydhake (Pachycephalopsis hattamensis) är en fågel i familjen sydhakar inom ordningen tättingar.

## Utseende och läte
Grönryggig sydhake är en medelstor tätting med olivgrön rygg, smutsigt gulgrön undersida, rostfärgade vingar och grått huvud med en svart kant som ramar in den vita strupen. Den liknar vitmaskad sydhake, men grönryggig sydhake är större med rostrött i vingen och mer grönaktig undersida. Lätet är ett fallande och sedan stigande "peeoo-wit!". Även andra raspiga ljud kan höras.

## Utbredning och systematik
Grönryggig sydhake förekommer på Nya Guinea och delas in i fem underarter med följande utbredning:
- Pachycephalopsis hattamensis hattamensis – nordvästra Nya Guinea (Tamrau och Arfakbergen)
- Pachycephalopsis hattamensis ernesti – nordvästra Nya Guinea (Wandammen-bergen)
- Pachycephalopsis hattamensis axillaris – Weyland-, Nassau- och Snow-bergen)
- Pachycephalopsis hattamensis insulanus – bergstrakter på Nya Guinea
- Pachycephalopsis hattamensis lecroyae – bergstrakter på öst-centrala Nya Guinea

Underarten axillaris inkluderas ofta i nominatformen.

## Levnadssätt
Grönryggig sydhake hittas i bergsskogars undervegetation på medelhög nivå. Liksom andra sydhakar ses den ofta sitta lågt på diagonala grenar spanande marken efter insekter att fånga.

## Status och hot
Arten har ett stort utbredningsområde, men tros minska i antal, dock inte tillräckligt kraftigt för att den ska betraktas som hotad. Internationella naturvårdsunionen IUCN listar arten som livskraftig (LC).